# 京都市営バス醍醐営業所
京都市営バス醍醐営業所（きょうとしえいバスだいごえいぎょうしょ）は、京都市伏見区醍醐にかつて存在していた京都市営バスの営業所。醍醐、山科地区を運行する路線を担当していた。
京都市営地下鉄東西線の開業のため、同地区先行開業の京阪バスに対し重複路線営業していた同営業所の管轄路線を廃止し、同営業所も廃止された。ただし、同時に京阪バスも同地区において路線体系の見直しを行い、同営業所の路線体系と酷似する路線体系と京阪バス独自の路線体系の統合・併用型路線へ変更した。なお、跡地はマンション（DELPA醍醐）となっている。開設時から1983年の移転前まで使用していた土地は、京都市醍醐西市営住宅となっている。

## 沿革
- 1964年7月15日 - 四条営業所山科支所を開設する[1]。
- 1967年2月1日 - 四条営業所山科支所を醍醐営業所に格上げする[1]。
- 1976年4月 - 21号系統を1973年11月28日に開設した横大路営業所に移管する。
- 1979年5月21日 - 八条営業所、北野支所の廃止、洛西営業所の開設に伴い、担当が39、39乙、40、40甲、40乙、特40、41甲乙、44、44甲、49、56、57C、64の各系統に変更[1]。
- 1981年5月29日 - 系統番号が一斉に変更となる。この時の担当系統は、東1、東2、東3、東4、東5、東6、東7、東8、東9、56、57（57Cを改称）。
- 1983年11月1日 - 営業所の敷地を移設する。特東6号・特東9号系統を廃止する。80号、東10号系統を梅津営業所から、83号系統を九条営業所から移管する。
- 1984年頃 - 83号系統を横大路営業所に移管する。
- 1988年6月11日 - 地下鉄烏丸線京都 - 竹田間開業に伴い、56号、57号系統を廃止する。南6号、南7号系統を新設する。東7号系統を廃止する。
- 1990年5月16日 - 特東10号系統を新設する。
- 1996年3月30日 - 東10号系統を廃止する。
- 1997年4月16日 - 80号系統と特80号系統を梅津営業所に移管し一部車両が転出し梅津営業所からも運用車両が用意されたが、路線図は醍醐営業所のものを使用していた。
- 1997年10月12日 - 地下鉄東西線開業に伴うバス路線再編により、当営業所および所管の全系統（80号系統を除く）を廃止[1]。所管系統の営業路線は一部を除き京阪バスに継承される。80号系統は梅津営業所に全面移管となる。

## 担当系統
- 1979年5月 - 1981年5月：39、39乙、40、40甲、40乙、特40、41甲、41乙、44、44甲、49、56、57C、64
- 1981年5月 - 1983年11月：東1、東2、特東2、東3、東4、特東4、東5、東6、特東6、東7、東8、東9、特東9、56、57
- 1983年11月 - 1984年：80、特80、東1、東2、特東2、東3、東4、特東4、東5、東6、東7、東8、東9、東10、56、57、83
- 1984年 - 1988年6月：80、特80、東1、東2、特東2、東3、東4、特東4、東5、東6、東7、東8、東9、東10、56、57
- 1988年6月 - 1990年5月：80、特80、東1、東2、特東2、東3、東4、特東4、東5、東6、東8、東9、東10、南6、南7
- 1990年5月 - 1996年3月：80、特80、東1、東2、特東2、東3、東4、特東4、東5、東6、東8、東9、東10、特東10、南6、南7
- 1996年3月 - 1997年10月：80、特80、東1、東2、特東2、東3、東4、特東4、東5、東6、東8、東9、特東10、南6、南7
- 1997年6月 - 1997年10月：特80、東1、東2、特東2、東3、東4、特東4、東5、東6、東8、東9、特東10、南6、南7

## 廃止時所管路線

### 80・特80号系統
- 80： 京都外大前 - 西京極 - 西大路五条 - 五条坂 - 山科西野（ → ／ ← 山階校前 ← ）山科団地前
- 特80： 醍醐車庫前 - 醍醐高畑町 - 東野（ → 山科団地前 → 山階校前 → ／ ← 山階校前 ← 山科団地前 ← ）山科西野 - （80号系統） - 京都外大前

沿革
- 1973年11月
  - 80号系統を新設する。新設時の経路は梅津車庫前（現：京都外大前） - 南広町 - 西京極 - 五条坂 - 山科西野 - 山科団地前である。
  - 80甲号系統を新設する。新設時の経路は梅津車庫前 - 南広町 - 西京極 - 五条坂 - 清閑寺前である。
- 1975年4月
  - 80号系統の山科西野 - 山科団地前を山科西野（ → ／ ← 山階校前 ← ）山科団地前に変更する。
  - 80甲号系統を廃止する。
- 1983年11月：特80号系統を新設する。新設時の経路は梅津車庫前 - （80号系統） - 山科西野（ → 山科団地前 → 山階校前 → ／ ← 山階校前 ← 山科団地前 ← ）東野 - 蚊ヶ瀬 - 醍醐車庫前である。80号系統を梅津営業所から移管する。
- 1997年10月
  - 80号系統の五条坂 - 山科団地前間を廃止し、河原町五条 - 五条坂を河原町五条（ → 五条坂 → 祇園 → ／ ← ）四条河原町に変更する。梅津営業所に移管する。
  - 特80号系統を廃止する。
- 2021年12月1日
  - 京阪バスの減便に伴い、特80号系統(梅津営業所担当)が復活。京阪バスの終車が出たあとの夜2便のみ運行[2]。

1997年10月11日に京都市営地下鉄東西線開業に伴い特80号系統を廃止した。なお80号系統は四条河原町 - 京都外大前に改め、梅津営業所に移管した。

### 東1号系統
- 小栗栖団地前 - 北谷町 - 勧修寺（ → ／ ← 勧修寺北出町 ← ）西野山団地前 - 大石神社前 - 川田 - 上花山久保町 - 五条坂（ → 祇園 → ／ ← 河原町五条 ← ）四条河原町

沿革
- 1974年11月：40甲号系統を新設する。新設時の経路は小栗栖団地前 - 北谷町 - 勧修寺（ → ／ ← 勧修寺北出町 ← ）西野山団地前 - 大石神社前 - 川田 - 上花山久保町 - 五条坂（ → 祇園 → ／ ← 河原町五条 ← ）四条河原町である。
- 1981年5月：東1号系統に系統番号を変更する。
- 1997年10月：東1号系統を廃止する。

概要
醍醐地区から山科区西部を経由して四条河原町を結ぶ系統は東1号、東2号、東3号、東4号、東5号の5系統があった。東1号系統は、勧修寺、西野山団地を経由する系統であり、唯一醍醐車庫前ではなく小栗栖団地前発着であった。操車は醍醐営業所で直接行なっていたため、醍醐営業所 - 小栗栖団地前間は常に回送運転していた（醍醐営業所より回送された車両は、小栗栖団地前（着側バス停）に設けられた回転場にて回転のうえ対向車線側にある小栗栖団地前（発側バス停）より出発した。醍醐営業所への回送も同様に行った）。

### 東2・特東2号系統
- 東2：醍醐車庫前 - 蚊ヶ瀬 - 勧修寺北出町 - 西野山団地前 - 大石神社前 - 川田 - 上花山久保町 - 五条坂（ → 祇園 → ／ ← 河原町五条 ← ）四条河原町 - 四条烏丸
- 特東2：醍醐車庫前（ → 醍醐西大路町 → ／ ← 石田 ← ）醍醐ノ辻 - 小野 - 蚊ヶ瀬 - （東2号系統） - 四条烏丸

沿革
- 1974年11月：40号系統を新設する。新設時の経路は醍醐車庫前 - 蚊ヶ瀬 - 勧修寺北出町 - 西野山団地前 - 大石神社前 - 川田 - 上花山久保町 - 五条坂（ → 祇園 → ／ ← 河原町五条 ← ）四条河原町である。
- 1979年5月：特40号系統を新設する。新設時の経路は醍醐車庫前（ → 醍醐西大路町 → ／ ← 石田 ← ）醍醐ノ辻 - 小野 - 蚊ヶ瀬 - （東2号系統） - 四条河原町である。
- 1981年5月：40号系統の系統番号を東2号系統に、特40号系統の系統番号を特東2号系統に変更する。
- 1983年11月：東2号系統は四条河原町 - 四条烏丸間を延長する。
- 1997年10月：東2号・特東2号系統を廃止する。

概要
醍醐地区から山科区西部を経由して四条河原町を結ぶ系統は東1号、東2号、東3号、東4号、東5号の5系統があった。東2号系統は、蚊ヶ瀬、西野山団地を経由する系統であり、唯一四条河原町ではなく四条烏丸発着であった。
東2号系統は、他の東ブロック系統に比べて、比較的終バスが遅かった。
特東2号系統は、醍醐新町バス停付近にある京都府立東稜高等学校への通学路線として朝に特東2A号系統（醍醐車庫前 - （東2号系統） - 四条烏丸 - （特東2号系統） - 醍醐車庫前）、夕に特東2B号系統（醍醐車庫前 - （特東2号系統） - 四条烏丸 - （東2号系統） - 醍醐車庫前）の1本ずつが存在していた。

### 東3号系統
- 醍醐車庫前 - 小栗栖 - 醍醐池田町 - 醍醐高畑町 - 蚊ヶ瀬 - 勧修寺北出町 - 西野山団地前 - 大石神社前 - 川田 - 上花山久保町 - 五条坂（ → 祇園 → ／ ← 河原町五条 ← ）四条河原町

沿革
- 1976年12月：40乙号系統を新設する。新設時の経路は醍醐車庫前 - 小栗栖 - 醍醐池田町 - 醍醐高畑町 - 蚊ヶ瀬 - 勧修寺北出町 - 西野山団地前 - 大石神社前 - 川田 - 上花山久保町 - 五条坂（ → 祇園 → ／ ← 河原町五条 ← ）四条河原町である。
- 1981年5月：東3号系統に系統番号を変更する。
- 1997年10月：東3号系統を廃止する。

概要
醍醐地区から山科区西部を経由して四条河原町を結ぶ系統は東1号、東2号、東3号、東4号、東5号の5系統があった。東3号系統は、小栗栖、蚊ヶ瀬、西野山団地を経由する系統であった。

### 東4・特東4号系統
- 東4：醍醐車庫前 - 蚊ヶ瀬 - 観修寺北出町 - 折上神社前 - 大石神社前 - 川田 - 上花山久保町 - 五条坂（ → 祇園 → ／ ← 河原町五条 ← ）四条河原町
- 特東4： 醍醐車庫前（ → 醍醐西大路町 → ／ ← 石田 ← ）醍醐三宝院前 - 小野 - 蚊ヶ瀬 - （東4号系統） - 四条河原町

沿革
- 1958年10月：39号系統を新設する。新設時の経路は四条車庫前（現：四条御前通） - 四条河原町 - 河原町三条 - 神宮道 - 動物園南口 - 蹴上 - 日ノ岡 - 保津原町 - 北花山 - 大石神社前 - 折上神社前 - 勧修寺 - 小野 - 醍醐である。
- 1959年5月：39甲号系統を新設する。新設時の経路は四条車庫前 - 四条河原町 - 河原町三条 - 神宮道 - 動物園南口 - 蹴上 - 日ノ岡 - 保津原町 - 北花山 - 大石神社前 - 折上神社前 - 勧修校前である。
- 1965年
  - 7月：39号系統は山科車庫前（後の醍醐車庫前） - 醍醐ノ辻 - 醍醐間を延長する。起終点を変更する。
  - 10月：39甲号系統は山科車庫前 - 勧修校前間を延長、四条大宮 - 四条車庫前間を廃止する。起終点を変更する。
- 1966年8月：山科車庫前 - 醍醐三宝院前 - 山科小野を山科車庫前 - 醍醐高畑町 - 山科小野に変更する。
- 1967年
  - 3月までに、39甲号系統を廃止する。
  - 4月：39甲号系統を新設する。新設時の経路は醍醐車庫前 - 醍醐高畑町 - 山科小野 - 勧修寺 - 折上神社前 - 大石神社前 - 北花山 - 保津原町 - 日ノ岡 - 蹴上 - 動物園南口 - 神宮道 - 河原町三条 - 四条河原町 - 四条大宮である。
- 1970年12月：39号系統の川田 - 三条京阪前 - 四条御前通を川田 - 上花山久保町 - 五条坂（ → 祇園 → ／ ← 河原町五条 ← ）四条河原町に変更する。39甲号系統を廃止する。
- 1979年5月：特39号系統を新設する。新設時の経路は醍醐車庫前（ → 醍醐西大路町 → ／ ← 石田 ← ）醍醐三宝院前 - 小野 - 蚊ヶ瀬 - （東4号系統） - 四条河原町である。
- 1981年5月：39号系統の系統番号を東4号系統に、特39号系統の系統番号を特東4号系統に変更する。
- 1997年10月：東4号・特東4号系統を廃止する。

概要
醍醐地区から山科区西部を経由して四条河原町を結ぶ系統は東1号、東2号、東3号、東4号、東5号の5系統があった。東4号系統は、蚊ヶ瀬、折上神社前を経由する系統であった。
特東2号系統は、醍醐新町バス停付近にある京都府立東稜高等学校への通学路線として朝に特東4A号系統（醍醐車庫前 - （東4号系統） - 四条河原町 - （特東4号系統） - 醍醐車庫前）、夕に特東4B号系統（醍醐車庫前 - （特東4号系統） - 四条河原町 - （東4号系統） - 醍醐車庫前）の1本ずつが存在していた。特東4号系統はこのように本数が少なかったため路線図には載らない系統だった。

### 東5号系統
- 醍醐車庫前 - 小栗栖 - 醍醐高畑町 - 蚊ヶ瀬 - 勧修寺北出町 - 折上神社前 - 大石神社前 - 川田 - 上花山久保町 - 五条坂（ → 祇園 → ／ ← 河原町五条 ← ）四条河原町

沿革
- 1976年12月：39乙号系統を新設する。新設時の経路は醍醐車庫前 - 小栗栖 - 醍醐高畑町 - 蚊ヶ瀬 - 勧修寺北出町 - 折上神社前 - 大石神社前 -川田 - 上花山久保町 - 五条坂（ → 祇園 → ／ ← 河原町五条 ← ）四条河原町である。
- 1981年5月：東5号系統に系統番号を変更する。
- 1997年10月：東5号系統を廃止する。

概要
醍醐地区から山科区西部を経由して四条河原町を結ぶ系統は東1号、東2号、東3号、東4号、東5号の5系統があった。東5号系統は、蚊ヶ瀬、折上神社前を経由する系統であった。

### 東6号系統
- 醍醐車庫前 - 北谷町 - 勧修寺（ → 勧修寺泉玉町 → ／ ← 勧修寺北出町 ← ）金ヶ崎町 - 折上神社前 - 大石神社前 - 川田 - 上花山 - 北花山 - 石塚町 - 日ノ岡 - 蹴上 - 三条京阪前

沿革
- 1959年9月：49号系統を新設する。新設時の経路は四条車庫前（現：四条御前通） - 四条河原町 - 河原町三条 - 神宮道 - 動物園南口 - 蹴上 - 日ノ岡 - 保津原町 - 北花山 - 大石神社前 - 折上神社前 - 勧修寺 - 北谷町 - 小栗栖である。
- 1965年4月：起終点を変更する。
- 1967年4月：49甲号系統を新設する。新設時の経路は小栗栖 - （49号系統） - 四条大宮である。
- 1969年6月：49C号系統を新設する。新設時の経路は醍醐車庫前 - 北小栗栖 - 小栗栖である。
- 1970年12月
  - 49・49甲号系統の三条京阪前 - 四条御前通間、49甲号系統の上花山 - 小栗栖間を廃止する。三条京阪南口（現：三条京阪前）発着となる。
  - 49A号系統を新設する。新設時の経路は醍醐車庫前 - 北谷町 - （49号系統） - 三条京阪南口である。
- 1972年1月：49・49A号系統の勧修寺 - 勧修寺北出町 - 金ヶ崎町を勧修寺（ → 勧修寺泉玉町 → ／ ← 勧修寺北出町 ← ）金ヶ崎町に変更する。
- 1972年12月：49・49甲・49A号系統の北花山 - 保津原町 - 日ノ岡を北花山 - 石塚町 - 日ノ岡に変更する。
- 1973年1月：49甲号系統を廃止する。
- 1974年11月：49号系統に49A号系統を統合し、廃止する。49号系統の小栗栖 - 北谷町を醍醐車庫前 - 北谷町に変更する。49C号系統を廃止する。
- 1978年10月
  - 蹴上 - 動物園・美術館前 - 神宮道を蹴上 - （三条通） - 神宮道に変更する。
  - 特49号系統を新設する。新設時の経路は醍醐車庫前 - 醍醐高畑町 - 蚊ヶ瀬 - 国道東野 - 川田道 - 上花山 - （49号系統） - 三条京阪南口である。
- 1981年5月：49号系統を東6号系統に、特49号系統を特東6号系統に系統番号を変更する。
- 1983年11月：特東6号系統を廃止する。
- 1997年10月：東6号系統を廃止する。

概要
当系統は、醍醐地区から山科区西部を経由して三条京阪を結ぶ路線であった。狭隘区間が多かったため、晩年は中型車を使用していた。
1983年まで、醍醐車庫前 - 上花山間を外環状線経由で結ぶ特東6号系統が設定されていた。

### 東8号系統
- 醍醐車庫前 - 石田大受町 - 石田 - 小野 - 蚊ヶ瀬 - 国道東野 - 清閑寺前 - 池田町（ → 馬町 → ／ ← ）五条坂 - 五条京阪前（ → 四条京阪前 → ／ ← 河原町五条 ← ）四条河原町

沿革（東7号系統含む）
- 1970年12月
  - 44号系統を新設する。新設時の経路は醍醐車庫前 - 蚊ヶ瀬 - 国道東野 - 清閑寺前 - 池田町（ → 馬町 → ／ ← ）五条坂 （ → 祇園 → ／ ← 河原町五条 ← ）四条河原町である。
  - 44甲号系統を新設する。新設時の経路は石田 - 小野 - 蚊ヶ瀬 - （44号系統） - 四条河原町である。
- 1973年11月：44甲号系統は醍醐車庫前 - 石田大受町 - 石田間を延長する。
- 1981年5月：44号系統を東7号系統に、44甲号系統を東8号系統に系統番号を変更する。
- 1988年6月：東7号系統を廃止する。
- 1990年5月：五条坂（ → 祇園 → ／ ← 河原町五条 ← ）四条河原町を五条坂 - 五条京阪前（ → 四条京阪前 → ／ ← 河原町五条 ← ）四条河原町に変更する。
- 1997年10月：東8号系統を廃止する。

概要
当系統は、醍醐地区東部から外環状線を経由して四条河原町を結ぶ路線であった。類似系統として、醍醐車庫から直接外環状線を経由する東7号系統が存在していたが、1988年6月に廃止となった。

### 東9号系統
- 醍醐車庫前（ → 醍醐西大路町 → ／ ← 石田 ← ）醍醐ノ辻 - 醍醐三宝院前 - 小野 - 大宅甲ノ辻 - 北大塚 - 国道音羽 - 四ノ宮 - 蹴上 - 三条京阪前 - 河原町三条 - 河原町五条 - 五条坂（ → ／ ← 馬町← ）池田町 - 国道大塚 - 北大塚 - 小野 - 醍醐三宝院前 - 醍醐ノ辻 - 石田 - 醍醐車庫前

沿革
- 1953年7月：21乙号系統を新設する。新設時の経路は西大路三条 - 西大路四条 - 四条河原町 - 河原町三条 - 三条京阪南口（現：三条京阪前） - 若松町 - （三条花見小路） - 東山三条 - 蹴上 - 山科 - 四ノ宮 - （旧道） - 音羽 - （旧道） - 北大塚 - 大宅甲ノ辻 - 小野 - 醍醐である。
- 1954年8月までに、河原町三条 - 三条京阪南口 - 若松町 - （三条花見小路） - 東山三条を河原町三条 - 三条京阪前 - （三条花見小路） - 東山三条に変更する。
- 1955年10月：東山三条 → （三条花見小路） → 三条京阪前 → 河原町三条を東山三条 → （三条花見小路） → 若松町 → 三条京阪南口 → 河原町三条に変更する。
- 1956年8月：東山三条 → （三条花見小路） → 若松町 → 三条京阪南口 → 河原町三条を東山三条 → （三条花見小路） → 三条京阪前 → 河原町三条に変更する。
- 1956年10月：西大路三条 - 四条車庫前（現：四条御前通）間を廃止する。
- 1957年5月：41号系統に系統番号を変更する。
- 1958年6月：神宮道 - （三条通） - 蹴上を神宮道 - （仁王門通） - 蹴上に変更する。
- 1960年5月：41甲号系統を新設する。新設時の経路は四条車庫前 - （41号系統） - 大宅である。
- 1961年1月：41甲号系統は大宅 - 大宅甲ノ辻間を延長する。
- 1965年4月：41乙号系統を新設する。新設時の経路は四条車庫前 - （41号系統） - 大宅甲ノ辻 - 山科バスストップ - 小野 - （41号系統） - 醍醐である。
- 1965年10月：41・41乙号系統は山科車庫前 - 醍醐ノ辻 - 醍醐間を、41甲号系統は山科車庫前 - 大宅甲ノ辻間を延長する。41甲号系統の四条大宮 - 四条車庫前間を廃止する。41・41甲・41乙号系統の起終点を変更する。
- 1966年8月：41乙号系統を廃止する。
- 1967年3月までに、41甲号系統を廃止する。
- 1967年4月：41甲号系統を新設する。新設時の経路は醍醐車庫前 - （41号系統） - 四条大宮である。
- 1970年12月：41号系統の東山三条 - 三条京阪前 - 四条御前通を東山三条 - 三条京阪南口（三条京阪前）に変更する。41甲号系統を廃止する。
- 1972年1月：起終点を変更する。
- 1973年1月：起終点を変更する。
- 1974年11月：醍醐車庫前 - 醍醐西大路町 - 醍醐ノ辻を醍醐車庫前（ → 醍醐西大路町 → ／ ← 石田 ← ）醍醐ノ辻に、北大塚 - （旧道） - 音羽 - （旧道） - 四ノ宮を北大塚 - 国道音羽 - 四ノ宮にそれぞれ変更する。
- 1976年6月：64甲号系統を統合する。三条京阪前 - 河原町三条 - 河原町五条 - 五条坂（ → ／ ← 馬町 ← ）清閑寺前 - 国道大塚 - 北大塚間を延長する。
- 1976年12月：41乙号系統の醍醐車庫前 → 醍醐西大路町 → 醍醐ノ辻を醍醐車庫前 → 石田 → 醍醐ノ辻に変更する。
- 1978年10月
  - 蹴上 - 動物園・美術館前 - 神宮道を蹴上 - （三条通） - 神宮道に変更する。
  - 特41号系統を新設する。新設時の経路は醍醐車庫前 - 蚊ヶ瀬 - 国道東野 - 山科 - （41号系統） - 三条京阪前である。特41号系統は41号系統との連結運行を実施する。
- 1981年5月：41号系統を東9号系統に、特41号系統を特東9号系統に系統番号を変更する。
- 1983年11月：特東9号系統を廃止する。
- 1997年10月：東9号系統を廃止する。

概要
当系統は、醍醐地区東部から山科区東部を経由して、四条河原町、三条京阪を結ぶ路線であった。東9甲号系統のみ、石田ではなく醍醐西大路を経由していた。当系統は、京都市営バスで最長距離の路線であったことがある。
1983年まで、特東9号系統が設定されていた。竹鼻 - 山科間を走る唯一の系統であった。午前に特東9乙号系統が1本、午後に特東9甲号系統が1本運転されていた。また、特東9号系統は三条京阪前で東9号系統との連結運転を実施していた。

### 特東10号系統
- 四条烏丸 - 四条河原町 - 河原町五条 - 五条坂（ → ／ ← 馬町← ）池田町 - 国道大塚 - 小山 - 岩屋神社前 - 名神山科 - 蚊ヶ瀬 - 北谷町 - 醍醐車庫前

沿革（東10号系統含む）
- 1965年1月：64号系統を新設する。新設時の経路は四条車庫前（現：四条御前通） - 四条河原町 - 河原町五条 - 五条坂 - 馬町 - 清閑寺前 - 川田道 - 国道大塚 - 国道音羽である。
- 1966年8月
  - 64甲号系統を新設する。新設時の経路は四条烏丸市バスセンター - （64号系統） - 国道音羽である。
  - 64乙号系統を新設する。新設時の経路は山科車庫前 - 山科小野 - 大宅 - 国道大塚 - （64号系統） - 四条車庫前である。
- 1967年5月：64・64甲・64乙号系統の五条坂 → 馬町 → 清閑寺前を五条坂 → 池田町 → 清閑寺前に変更する。
- 1967年9月
  - 64乙号系統を64B号系統に系統番号を変更する。
  - 64甲B号系統を新設する。新設時の経路は醍醐車庫前 - （64号系統） - 四条烏丸市バスセンターである。
- 1968年4月
  - 64乙号系統を新設する。新設時の経路は四条車庫前 - （64号系統） - 国道音羽 - 小山である。
  - 64丙号系統を新設する。新設時の経路は四条烏丸市バスセンター - （64号系統） - 国道音羽 - 小山である。
- 1969年1月：64・64甲号系統の起終点を変更する。
  - 1969年10月：64B号系統を廃止する。
- 1969年10月：64甲号系統の国道音羽 - 国道大塚を醍醐車庫前 - 山科小野 - 山科バスストップ - 大宅 - 国道大塚に変更する。
- 1970年12月
  - 64号系統は、四条河原町 - 四条御前通を四条河原町 - 河原町三条 - 三条京阪南口（現：三条京阪前）に変更し、小山 - 国道音羽間を延長する。
  - 64甲号系統は、四条河原町 - 四条烏丸市バスセンターを四条河原町 - 河原町三条 - 三条京阪南口に変更し、醍醐車庫前 - 大宅甲ノ辻間を廃止する。
- 1976年4月：64甲号系統を41号系統に統合し、廃止する。
- 1980年2月：若松町 - 三条京阪南口間を延長する。
- 1981年5月：東10号系統に系統番号を変更する。
- 1989年7月：若松町 - 四条河原町間を四条烏丸 - 四条河原町に変更する。
  - 1990年5月：特東10号系統を新設する。新設時の経路は四条烏丸 - （東10号系統） - 小山 - 岩屋神社前 - 名神山科 - 蚊ヶ瀬 - 北谷町 - 醍醐車庫前である。
- 1996年3月：東10号系統を特東10号系統に統合し、廃止する。
- 1997年10月：特東10号系統を廃止する。

概要
当系統は、醍醐地区から山科区音羽地区を経由して、四条河原町、四条烏丸を結ぶ路線であった。当初は三条京阪前・若松町発着（若松町 - 三条京阪前 - 河原町五条 - 国道大塚 - 小山）であったが、東山操車場が廃止となった1989年7月以降、四条烏丸発着（四条烏丸 - 四条河原町 - 河原町五条 - 国道大塚 - 小山）となった。
1990年5月に入出庫を兼ねて醍醐車庫前まで延伸した特東10号系統が誕生した。1996年3月にすべての便が醍醐車庫前発着となり、すべてが特東10号系統（つまり、東10号系統は廃止）となった。
狭隘区間が多かったため、東10号系統・特東10号系統とも、晩年は中型車を使用していた。

### 南6号系統
- 醍醐車庫前 - 石田団地 - 六地蔵 - 桃陵団地 - 藤ノ森 - 竹田久保町 - 竹田駅東口

沿革（56号系統を含む）
- 1963年5月：56号系統を新設する。新設時の経路は四条車庫前（現：四条御前通） - 四条烏丸 - 京都駅前 - 塩小路橋 - 藤ノ森中学前（現：藤ノ森）（ → 藤ノ森神社前 → 最上町 → ／ ← 伏見インクライン前 ← 京阪桃山駅前 ← ）御香宮前 - 観月橋北詰 - 桃山南口である。
- 1964年9月：藤ノ森（ → 藤ノ森神社前 → 最上町 → ／ ← 伏見インクライン前 ← 京阪桃山駅前 ← ）御香宮前を藤ノ森（ → 伏見インクライン前 → 京阪桃山駅前 → ／ ← 藤ノ森神社前 ← 最上町 ← ）御香宮前に変更する。
- 1965年7月：56甲号系統を新設する。新設時の経路は四条車庫前 - （56号系統） - 御香宮前 - 伏見桃山城である。
- 1970年8月：56・56甲号系統は京都駅前に停車せず、丸物前に停車するようになる。
- 1970年12月：56・56甲号系統の四条御前通 - 四条烏丸間を廃止する。56・56甲号系統は四条烏丸市バスセンターへの乗り入れを開始する。
- 1973年1月：56甲号系統を廃止する。
- 1974年4月：起終点を変更する。
- 1974年6月：丸物前停留所の廃止により京都駅前への停車を再開する。
- 1974年11月：四条烏丸市バスセンターへの乗り入れを廃止する。烏丸松原 - 四条烏丸間を烏丸松原（ → （烏丸通） → （四条通） → ／ ← （烏丸通） ← （綾小路通） ← （室町通） ← ）四条烏丸に変更する。
- 1975年1月：伏見インクライン前 → 京阪桃山駅前 → 御香宮前を伏見インクライン前 → 最上町 → 御香宮前に変更する。
- 1975年12月：醍醐車庫前 - 醍醐池田町 - 六地蔵 - 桃山南口間を延長する。
- 1976年4月：56甲号系統を新設する。新設時の経路は醍醐車庫前 - （56号系統） - 京都駅前である。
- 1981年5月：56号系統に56甲号系統を統合し、廃止する。京都駅前 - 四条烏丸間を廃止する。
- 1988年6月：龍谷大学前 - 塩小路橋 - 京都駅前を龍谷大学前 - 竹田久保町（ → くいな橋駅前 → ／ ← 竹田出橋 ← ）竹田駅東口に、最上町 → 伏見インクライン前 → 藤ノ森を最上町 → 直違橋一丁目 → 藤ノ森に変更し、南6号系統に系統番号を変更する。
- 1988年7月：竹田久保町 → くいな橋駅前 → 竹田駅東口を竹田久保町 → 竹田出橋 → 竹田駅東口に変更する。このためわずか1ヶ月でくいな橋駅前から市バスは撤退した。
- 1997年10月：醍醐車庫前 - 桃陵団地前間を廃止する。南8号系統に統合し、南6号系統を廃止する。

当系統は、醍醐地区から伏見区桃山地区を経由して、竹田駅を結ぶ路線であった。当初は醍醐地区から桃山地区を経由して京都駅（1981年5月以前は四条烏丸）を結んでいて56号系統と称していたが、地下鉄烏丸線が京都駅 - 竹田駅が開業した1988年6月以降、竹田駅東口発着に経路が短縮となり、現在の系統番号となった。
狭隘区間が多かったため、晩年は中型車を使用していた。
なお、2024年のダイヤ改正で横大路営業所の臨南5号系統が南6号系統へと系統番号が変更されたため久々の復活となった。

### 南7号系統
- 醍醐車庫前 - 勧修寺北出町 - 国立病院前 - 竹田出橋 - 竹田駅東口

沿革
- 1972年1月：57C号系統（設定当時よりCが付いていたのは京都駅八条口以北に直通する57・57A・57B号系統の設定計画があったからである。57は四条烏丸、57Aは三条京阪、57Bは四条河原町発着で計画されていた）を新設する。新設時の経路は勧修寺北出町 - 深草谷口町 - 藤ノ森 - 竹田出橋 - 八条竹田街道 - 京都駅八条口（および将来計画では八条竹田街道 - （河原町通） - 四条河原町(57B) - 三条京阪(57A)/四条河原町 - （四条通） - 四条烏丸(57)）であった。
- 1973年1月：醍醐車庫前 - 山科小野 - 蚊ヶ瀬 - 勧修寺北出町間を延長する。この時点でも57・57A・57B号系統の計画は醍醐車庫前発着に変更されるも依然生きていた。
- 1981年5月：57号系統に系統番号を変更する（57・57A・57B号系統の計画の中止による変更）。
- 1983年11月：藤ノ森 - 竹田出橋 - 勧進橋を藤ノ森 - 龍谷大学前（ → 稲荷大社前 → / ← 竹田久保町 ← ）勧進橋に変更する。
- 1988年6月：藤ノ森 - 勧進橋 - 京都駅八条口を藤ノ森 - 竹田出橋 - 竹田駅東口に変更する。南7号系統に系統番号を変更する。
- 1997年10月：南7号系統を廃止する。

この系統は南6号系統が桃山地区を経由するのに対し、京都市でも相当人口密度が少ない大岩街道・勧修寺地区を経由するという相違点があった。

## 撤退路線

### 21号系統
京都市営バス横大路営業所#21号系統を参照

### 83号系統
京都市営バス横大路営業所#南5号系統を参照

## 車両
醍醐営業所の車両は、日野自動車製のものが配置されていた。大型車の他、中型車も配置されており、主に東6号系統、東10号系統、南6号系統、南7号系統で使用していた。
大型車は、1984年製までは標準床車が使用されていたが、1986年製以降は他営業所と同じく低床車が配置された。
醍醐営業所の廃止後、大型車は西賀茂営業所・梅津営業所・烏丸営業所錦林支所、中型車は西賀茂営業所・洛西営業所に転属となった。中型車のうち一部は、車齢が10年未満であるにもかかわらず、廃車となった。